# Ramaz Nozadze
Ramaz Nozadze, född den 16 oktober 1983 i Tbilisi, Georgiska SSR, Sovjetunionen, är en georgisk brottare.
Nozadze tog OS-silver i tungviktsbrottning i den grekisk-romerska klassen 2004 i Aten. I finalen förlorade han med 1-12 mot Karam Gaber.